# American Overseas Airlines
American Overseas Airlines (AOA), entstand aus der 1937 gegründeten American Export Airlines, war eine US-amerikanische Fluggesellschaft. Gegründet worden war sie durch das Schifffahrtsunternehmen American Export Lines. Ziel war es, Atlantikverbindungen anzubieten. So nahm sie 1942 eine Verbindung von New York nach Irland mit Flugbooten auf.
Im November 1945 wurden American Export Airlines nach der Fusion der Transatlantik-Division von American Airlines zu American Overseas Airlines. Nach einigen Jahren guter Zusammenarbeit mit American Airlines (AA sorgte für die nationalen Anbindungen) fusionierte AOA am 25. September 1950 mit Pan American und ging in dieser auf, womit der Name verschwand.

## Flotte

### Flotte bei Betriebseinstellung
Es wurden folgende Flugzeugtypen genutzt:
- Boeing 377 Stratocruiser
- Douglas DC-4
- Lockheed L-049 Constellation

### Zuvor eingesetzte Flugzeuge
- Douglas DC-3

## Zwischenfälle
- Am 21. April 1945 stürzte eine Douglas DC-4/C-54A-5-DO der US-amerikanischen American Export Airlines, betrieben für die United States Army Air Forces (USAAF) (Luftfahrzeugkennzeichen 41-107452), nach einem Triebwerksausfall ab. Der Unfall auf dem Frachtflug ereignete sich nahe dem Bermuda-Kindley Field. Über Personenschäden ist nichts bekannt.[2]

- Am 3. Oktober 1946 wurde eine Douglas DC-4/C-54E der American Overseas Airlines (NC90904) 11 Kilometer nordöstlich des Startflughafens Ernest Harmon Air Force Base (heute Stephenville) (Neufundland, Kanada) in einer Höhe von 350 Metern ins Gelände geflogen. Die Piloten waren auf dem Flug nach Shannon (Irland) nach dem nächtlichen Abheben geradeaus geflogen statt gleich rechts abzubiegen. Bei diesem CFIT (Controlled flight into terrain) wurden alle 39 Insassen getötet, acht Besatzungsmitglieder und 31 Passagiere.[3]